# McLoughlin Bay
McLoughlin Bay är en vik i Kanada.   Den ligger i territoriet Nunavut, i den nordöstra delen av landet, 2 800 km nordväst om huvudstaden Ottawa.
Trakten runt McLoughlin Bay består i huvudsak av gräsmarker. Trakten runt McLoughlin Bay är nära nog obefolkad, med mindre än två invånare per kvadratkilometer.